# Xian de Dongxiang
Pour les articles homonymes, voir Dongxiang (homonymie).
Le xian de Dongxiang (东乡县 ; pinyin : Dōngxiāng Xiàn) est un district administratif de la province du Jiangxi en Chine. Il est placé sous la juridiction de la ville-préfecture de Fuzhou.

## Démographie
La population du district était de 408 685 habitants en 1999.